# Jacobo Langsner
Jacobo Langsner (Romuli, 23 de junho de 1927 – 10 de agosto de 2020) foi um dramaturgo uruguaio com forte presença no teatro do Uruguai desde 1950.
Nascido na Romênia, Langsner residia em Montevidéu desde os três anos de idade. Em 1975, viajou para Madri, onde permaneceu por quase sete anos.
Converteu-se em um autor rioplatense importante, com êxitos tanto no teatro como no cinema e na televisão. Seu estilo, impregnado de humor negro, joga à luz os absurdos e as hipocrisias de uma certa mentalidade popular.
Morreu no dia 10 de agosto de 2020, aos 93 anos.